# Maria Ales
Maria Ales, talvolta nella variante Maria Ales Guarino (Trapani, 27 dicembre 1899 – ...), è stata una matematica italiana.

## Biografia
Laureatasi in Matematica all'Università di Palermo nel 1927 con Michele De Franchis, di cui è stata assistente, intraprese in seguito - fra le prime donne del Sud Italia in ambito scientifico - la carriera accademica: dapprima assistente alla cattedra di Geometria analitica e proiettiva, quindi libera docente di Introduzione alla Geometria superiore e infine professoressa incaricata della stessa materia presso la Facoltà di Scienze dell'ateneo palermitano.
Si è occupata soprattutto di Geometria proiettiva e algebrica, approfondendo in particolare, oltre agli esiti degli studi del matematico De Franchis, le invarianti proiettivi e le forme differenziali, cui ha dedicato numerosi ed originali contributi. Ha effettuato studi e ricerche anche in collaborazione con Beniamino Segre, Enea Bortolotti, Umberto Crudeli e Maria Cinquini Cibrario.
È stata socia e segretaria del Circolo Matematico di Palermo, in cui ha presentato sino al 1941 numerose note e memorie.

## Opere principali
- Esercizi e complementi di geometria proiettiva, 2 voll. (Castiglia, Palermo 1931).
- Alcune osservazioni intorno alle curve e superficie algebriche con fuochi razionali, «Rend. Cir. Mat. Pa», 1932, t. 56, pp. 155–160.
- Sulle curve legate alle determinazioni metriche su curve algebriche, «Rend. Cir. Mat. Pa», 1934, t. 58, pp. 326–334.
- Esercizi di geometria algebrica (Castiglia, Palermo, 1935)
- Immagini metriche delle curve algebriche gobbe ed iperspaziali, «Rend. Cir. Mat. Pa», 1936, t. 60, pp. 101–106.
- Sulle forme algebrico-differenziali appartenenti ad una varietà algebrica, «Rend. Cir. Mat. Pa», 1937, t. 61, pp. 43–48.
- Recenti risultati sulle forme algebrico-differenziali e loro applicazioni, «Atti del II Congresso dell'Unione Matematica Italiana», vol. 2, Zanichelli, Bologna 1942, pp. 287–290.
- Caratterizzazione geometrica delle varietà di Picard (Senatore, Palermo, 1942).